# Alchemilla tephrosericea
Alchemilla tephrosericea é uma espécie de rosácea do gênero Alchemilla, pertencente à família Rosaceae.